# Blackwashing
Il blackwashing è una pratica dell'industria cinematografica in cui un attore di origine africana ottiene il ruolo di un personaggio storicamente di un'altra etnia. Fenomeno relativamente recente, è la controparte del whitewashing, e come tale è spesso aspramente criticato
Per esempio, Achille nella serie televisiva Troy - La caduta di Troia, Enomao nella serie Spartacus, Jarl Håkon Eiriksson nella serie Vikings: Valhalla. Oppure Ariel nel remake in live-action de La sirenetta, Trilli in Peter Pan & Wendy e la Fata Azzurra in quello di Pinocchio, tutti prodotti dalla Disney, Amber Bennett nella serie animata Invincible, buona parte del cast della serie The Witcher , numerosi nobili nella serie Bridgerton, James Gordon in The Batman, Annabeth Chase, Grover Underwood e Zeus nella serie di Disney basata su Percy Jackson e il personaggio di Aviendha nella serie di Amazon basata su The Wheel of Time, Iris West, Jimmy Olsen, Wally West e Batwoman nell'Arrowverse di The CW, Cyclone e Hawkman nel film Black Adam e nel DC Extended Universe, la fata madrina in Cenerentola, Heimdall nell'MCU e basato sull'omonimo dio della mitologia norrena, Shaggy Rogers in Velma, Cleopatra in African Queens, Margherita d'Angiò in The Hollow Crown, Lancillotto in C'era una volta, Anna Bolena in Anne Boleyn, Macrino ne Il gladiatore II o Annette nella serie animata Castlevania: Nocturne.